# Llangynwyd Castle
Llangynwyd Castle er ruinerne af en borg fra middelalderen, sandsynligvis fra 1100-tallet, der ligger i Llangynwyd i Bridgend County Borough, Wales, umiddelbart syd for Maesteg.
I middelalderen var det en vigtig fæstning i cantrefet Gorfynydd, der tilhørtet lordshippet Glamorgan. Man mener at den blev annekteret omkring 1147, og det nævnes i dokumenter fra 1246. Borgen blev plyndret i 1258, og blev ombygget, men i 1293-94 blev den brændt ned og blev aldrig genopbygget.
Det dobbelt porttårn skulle have mindet om det, som findes på Caerphilly Castle.